# Inwentarz pośmiertny

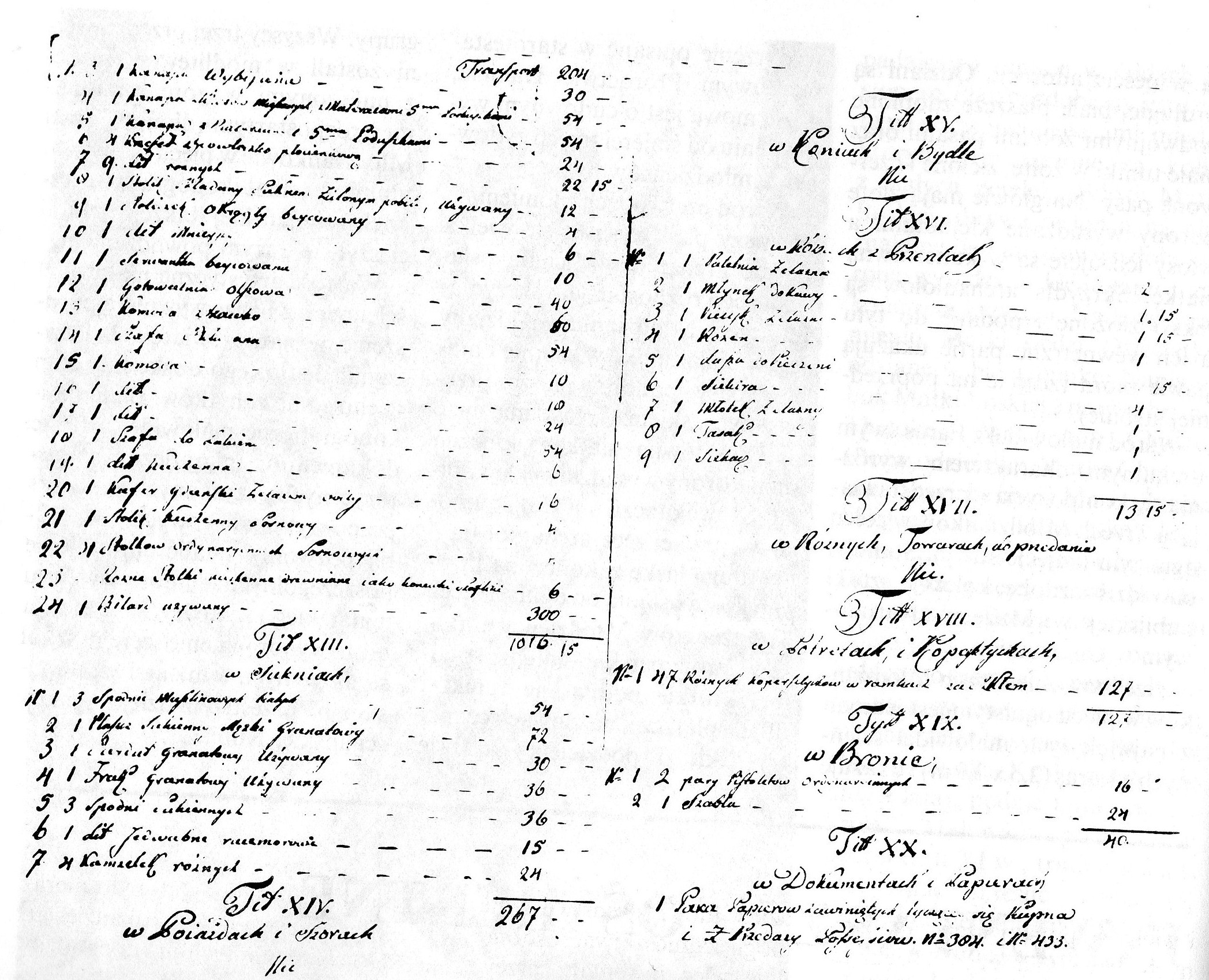
Inwentarz po mieszczaninie warszawskim Henryku Knaute z 1830

Inwentarz pośmiertny – inwentarz dobytku osoby zmarłej.
Inwentarze pośmiertne sporządzano od XV do XIX wieku (w Polsce najstarsze datują się na koniec XV wieku). Spisywane były głównie w celach spadkowych, najczęściej w sytuacji, kiedy po zmarłym pozostawały nieletnie dzieci (zabezpieczenie dla nich majątku) lub gdy rodzina miała trudności w podziale spadku. Rzadziej sporządzano inwentarze w przypadku śmierci osoby bezdzietnej i przy braku jakichkolwiek spadkobierców.
Przez wieki inwentarze były wnoszone do akt grodzkich lub ziemskich, a od XIX wieku, kiedy to powstała instytucja notariatu, sprawę przejęły kancelarie notarialne. Spisy sporządzali specjalni urzędnicy, a niekiedy także powołani w tym celu biegli w wycenach. Inwentarzem objęty był cały majątek pozostawiany przez zmarłego – zarówno ruchomy, jak i nieruchomy. Inwentarze polskie, jak i te spoza granic Rzeczypospolitej, sporządzane były według jednolitych, dość sztywnych schematów. Wstępem była formuła prawna zawierająca miejsce i datę dokonania spisu, imię i nazwisko zmarłego, określenie przynależności stanowej, miejsce zamieszkania zmarłego, rodzaj podejmowanego zajęcia (nie zawsze), a także wyznanie (zwłaszcza w przypadku Żydów). Nie wymieniano z reguły wieku zmarłej osoby. W formule wymieniano też spadkobierców i określano stopień ich pokrewieństwa.
Istniały dwa wzorce sporządzania inwentarzy pośmiertnych:
- częściej spotykany – spis przedmiotów według ich rodzajów oraz surowców, z których zostały sporządzone,
- rzadziej spotykany – spis według kolejnych pomieszczeń domu zmarłego (cenne źródło dla odtwarzania wyglądu dawnych mieszkań)[1].

Dobytek opisywano częstokroć niezwykle drobiazgowo, niezależnie od wartości spisywanych przedmiotów (np. kłębki szmatek, potłuczone naczynie itp.). Rzadko odnotowywano żywność z uwagi na szybkie jej psucie się w tamtych czasach (wyjątek stanowiły skrupulatnie spisywane wina). Pomijano także drobne narzędzia używane codziennie (np. dłuta czy młotki). Przedmioty opisywano dość skrótowo: nazwa przedmiotu, surowiec, kształt, kolor i (nie zawsze) stopień zużycia. Przy przedmiotach o dużej wartości opisy były bardziej szczegółowe (np. w przypadku biżuterii wyliczano liczbę kamieni czy pereł, podobnie było w przypadku droższych mebli i zastawy stołowej). Skrótowo opisywano zawartość bibliotek, nierzadko ograniczając się do sformułowania typu sześć książek religijnych lub książki hebrajskie. Pojedyncze przedmioty były wyceniane. Grupowano je w tzw. tytuły (np. Kosztowności, Meble, Cyna, Fajans, Zegary, Broń i inne) i każdy z tytułów zbiorczo podsumowywano w wycenie.
Inwentarze pośmiertne (z uwagi na masowość występowania) są cennym materiałem źródłowym i porównawczym dotyczącym rozwoju kultury życia codziennego na przestrzeni wieków.